# Beth Van Duyne
Elizabeth Ann Van Duyne, née le 16 novembre 1970 à Ithaca, est une femme politique américaine. Elle est maire d'Irving, au Texas, de 2011 à 2017 et une ancienne fonctionnaire du ministère du Logement et du Développement urbain de l'administration Trump. Membre du Parti républicain, elle est élue du Texas à la Chambre des représentants des États-Unis depuis 2021.

## Jeunesse
Van Duyne est née dans le nord de l'État de New York et vit à Amsterdam, New York jusqu'à l'âge de sept ans et avant de déménager à Cooperstown. En 1986, sa famille déménage à Irving, au Texas. Elle est diplômée de la Greenhill School à Addison. Elle est également diplômée de l'université Cornell, magna cum laude, où elle obtient un baccalauréat ès arts en planification urbaine et régionale, en gouvernement et en droit,.

## Carrière
Van Duyne montre du mécontentement envers Herbert Gears, le conseiller municipal démocrate d'Irving qui la représente, sur la façon dont il traite un cas de zonage dans son quartier. Elle se présente alors contre Gears aux élections de 2004 et gagne mais ce dernier est élu maire en 2005. Van Duyne démissionne du conseil municipal en 2010 et se présente avec succès à la mairie contre Gears aux élections de 2011. Elle bat de nouveau Gears lors d'un match revanche aux élections de 2014.

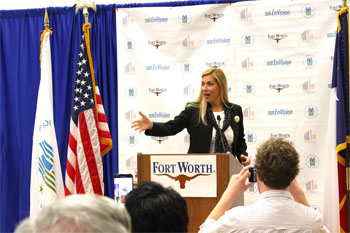
Van Duyne en tant qu'administratrice régionale de HUD Southwest à Fort Worth, Texas, en 2019

En 2015, à la suite d'un article de Breitbart News faisant une fausse allégation selon laquelle un tribunal du Metroplex de Dallas-Fort Worth suit la charia, Van Duyne fait pression pour un vote sur une résolution du conseil municipal d'Irving exprimant son soutien à un projet de loi de la législature du Texas cherchant à interdire la charia,. Toujours en 2015, quand Ahmed Mohamed, un garçon musulman de 14 ans, est arrêté pour avoir apporté à l'école une horloge artisanale, que les enseignants pensent être une bombe, Van Duyne défend l'école et le département de police d'Irving pour leurs actions,. Elle est nommée comme co-accusée dans une action en diffamation engagée par le père de Mohamed. Van Duyne est finalement écartée des poursuites avant que les poursuites ne soient finalement annulées.
En février 2017, Van Duyne annonce qu'elle ne briguera pas un troisième mandat à la mairie. En mai 2017, le président Donald Trump nomme Van Duyne en tant qu'administratrice régionale du département du Logement et du Développement urbain des États-Unis (HUD), supervisant le Texas, l'Oklahoma, le Nouveau-Mexique, la Louisiane et l'Arkansas,.

### Campagne pour le24edistrict du Congrès en 2020
À la suite de l'annonce en août 2019 selon laquelle Kenny Marchant ne se représenterait pas à sa réélection à la Chambre des représentants des États-Unis, Van Duyne annonce sa démission de HUD afin de se présenter aux élections de 2020 lui succéder  dans le 24e district congressionnel du Texas, un tronçon de banlieue entre Dallas et Fort Worth, comprenant des parties des comtés de Denton, Dallas et Tarrant,. Le 3 mars 2020, Van Duyne bat quatre autres républicains à la primaire du Parti avec environ 65% des voix. Le président Donald Trump approuve Van Duyne lors de la primaire.
Van Duyne affronte la candidate démocrate, Candace Valenzuela, une ancienne membre du conseil scolaire de Carrollton-Farmers Branch, aux élections générales. Van Duyne collecte, selon le Center for Responsive Politics, 1,4 million de dollars, soit environ 300 000 dollars de plus que son adversaire. Van Duyne s'oppose à la Patient Protection and Affordable Care Act, affirmant qu'elle « cause de graves dommages aux soins de santé des Américains »,. Au cours de la campagne, elle diffuse des publicités concernant les soins de santé, dans lesquelles elle dit qu'elle protégera les lois qui exigent que les conditions préexistantes soient couvertes par une assurance.

## Controverses
Pendant la campagne électorale, Van Duyne organise des événements où elle ne porte pas de masque et ne respecte pas les distances sociales, en contradiction avec les directives de santé publique.
Van Duyne critique son adversaire, Valenzuela, comme un « lâche » pour ne pas avoir fait campagne en personne au milieu de la pandémie de coronavirus. À l'époque, Valenzuela vit avec sa belle-mère âgée qui court un risque élevé si exposée au COVID-19. Van Duyne salue la gestion par l'administration Trump de la pandémie de COVID-19.
Concernant la réforme de la justice pénale, Van Duyne s'oppose à la fin de la caution en espèces.

## Vie privée
Van Duyne a rencontré son ancien mari, Chris "Casey" Wallach, alors qu'ils fréquentaient l'Université Cornell. Ils ont deux enfants et ont divorcé en 2012 après avoir été mariés pendant 17 ans.